# British Basketball League
British Basketball League (BBL) – najwyższa klasa rozgrywek profesjonalnej koszykówki w Wielkiej Brytanii.
Rozgrywane są także BBL Cup i BBL Trophy.

## Zespoły
| Zespół            | Miasto              | Hala                             | Założony | Dołączył | Trener            |
| ----------------- | ------------------- | -------------------------------- | -------- | -------- | ----------------- |
| Bristol Flyers    | Bristol             | WISE Arena                       | 2006     | 2014     | Andreas Kapoulas  |
| Cheshire Phoenix  | Ellesmere Port      | Cheshire Oaks Arena              | 1984     | 1991     | John Lavery       |
| Glasgow Rocks     | Glasgow             | Emirates Arena                   | 1998     | 1998     | Sterling Davis    |
| Leeds Force       | Leeds               | Carnegie Sports Centre           | 2006     | 2014     | Matt Newby        |
| Leicester Riders  | Leicester           | Leicester Community Sports Arena | 1967     | 1987     | Rob Paternostro   |
| London Lions      | Londyn              | Copper Box                       | 1977     | 1987     | Nigel Lloyd       |
| Manchester Giants | Manchester          | Trafford Powerleague Arena       | 2012     | 2012     | Yorick Williams   |
| Newcastle Eagles  | Newcastle upon Tyne | Sport Central                    | 1976     | 1987     | Fab Flournoy      |
| Plymouth Raiders  | Plymouth            | Plymouth Pavilions               | 1983     | 2004     | Daryl Corletto    |
| Sheffield Sharks  | Sheffield           | English Institute of Sport       | 1991     | 1994     | Atiba Lyons       |
| Surrey Scorchers  | Guildford           | Surrey Sports Park               | 2005     | 2005     | Creon Raftopolous |
| Worcester Wolves  | Worcester           | Worcester Arena                  | 2000     | 2006     | Paul James        |

## Sponsorzy
| Okres     | Sponsor                | Nazwa ligi                     |
| --------- | ---------------------- | ------------------------------ |
| 1987–1990 | Carlsberg Group        | Carlsberg Basketball League    |
| 1990–1993 | Carlsberg Group        | Carlsberg League Division One  |
| 1993–1999 | Budweiser              | Budweiser Basketball League    |
| 1999–2000 | Dairylea               | Dairylea Dunker’s Championship |
| od 2000   | Brak głównego sponsora | BBL Championship               |

## Finały BBL
| Sezon   | Mistrz             | Wynik  | Wicemistrz           | Miejsce                    | Miasto              | MVP               |
| ------- | ------------------ | ------ | -------------------- | -------------------------- | ------------------- | ----------------- |
| 1987–88 | Livingston         | 81–72  | Portsmouth           | Wembley Arena              | Londyn              | bd                |
| 1988–89 | Glasgow Rangers    | 89–86  | Livingston           | National Exhibition Centre | Birmingham          | Alan Cunningham   |
| 1989–90 | Kingston           | 87–82  | Sunderland Saints    | National Exhibition Centre | Birmingham          | bd                |
| 1990–91 | Kingston           | 94–72  | Sunderland Saints    | National Exhibition Centre | Birmingham          | bd                |
| 1991–92 | Kingston           | 84–67  | Thames Valley Tigers | Wembley Arena              | Londyn              | bd                |
| 1992–93 | Worthing Bears     | 75–74  | Thames Valley Tigers | Wembley Arena              | Londyn              | bd                |
| 1993–94 | Worthing Bears     | 71–65  | Guildford Kings      | Wembley Arena              | Londyn              | bd                |
| 1994–95 | Worthing Bears     | 77–73  | Manchester Giants    | Wembley Arena              | Londyn              | bd                |
| 1995–96 | Birmingham Bullets | 89–72  | London Towers        | Wembley Arena              | Londyn              | bd                |
| 1996–97 | London Towers      | 89–88  | Leopards             | Wembley Arena              | Londyn              | bd                |
| 1997–98 | Birmingham Bullets | 78–75  | Thames Valley Tigers | Wembley Arena              | Londyn              | Tony Dorsey       |
| 1998–99 | London Towers      | 82–71  | Thames Valley Tigers | Wembley Arena              | Londyn              | Danny Lewis       |
| 1999–00 | Manchester Giants  | 74–65  | Birmingham Bullets   | Wembley Arena              | Londyn              | Tony Dorsey       |
| 2000–01 | Leicester Riders   | 84–75  | Chester Jets         | Wembley Arena              | Londyn              | Larry Johnson     |
| 2001–02 | Chester Jets       | 93–82  | Sheffield Sharks     | Wembley Arena              | Londyn              | John McCord       |
| 2002–03 | Scottish Rocks     | 83–76  | Brighton Bears       | Barclaycard Arena          | Birmingham          | Shawn Myers       |
| 2003–04 | Sheffield Sharks   | 86–74  | Chester Jets         | Barclaycard Arena          | Birmingham          | Lynard Stewart    |
| 2004–05 | Newcastle Eagles   | 78–75  | Chester Jets         | Barclaycard Arena          | Birmingham          | Andrew Sullivan   |
| 2005–06 | Newcastle Eagles   | 83–68  | Scottish Rocks       | Barclaycard Arena          | Birmingham          | Fabulous Flournoy |
| 2006–07 | Newcastle Eagles   | 95–82  | Scottish Rocks       | Metro Radio Arena          | Newcastle upon Tyne | Olu Babalola      |
| 2007–08 | Guildford Heat     | 100–88 | Milton Keynes Lions  | National Indoor Arena      | Birmingham          | Daniel Gilbert    |
| 2008–09 | Newcastle Eagles   | 87–84  | Everton Tigers       | National Indoor Arena      | Birmingham          | Trey Moore        |
| 2009–10 | Everton Tigers     | 80–72  | Glasgow Rocks        | National Indoor Arena      | Birmingham          | Kevin Bell        |
| 2010–11 | Mersey Tigers      | 79–74  | Sheffield Sharks     | National Indoor Arena      | Birmingham          | James Jones       |
| 2011–12 | Newcastle Eagles   | 71–62  | Leicester Riders     | National Indoor Arena      | Birmingham          | Charles Smith     |
| 2012–13 | Leicester Riders   | 68–57  | Newcastle Eagles     | Wembley Arena              | Londyn              | Andrew Sullivan   |
| 2013–14 | Worcester Wolves   | 90–78  | Newcastle Eagles     | Wembley Arena              | Londyn              | Zaire Taylor      |
| 2014–15 | Newcastle Eagles   | 96-84  | London Lions         | O2 Arena                   | Londyn              | Rahmon Fletcher   |
| 2015-16 | Sheffield Sharks   | 84-74  | Leicester Riders     | O2 Arena                   | Londyn              |                   |
| 2016–17 | Leicester Riders   | 84-63  | Newcastle Eagles     | O2 Arena                   | Londyn              |                   |
| 2017–18 | Leicester Riders   | 81-60  | London Lions         | O2 Arena                   | Londyn              |                   |

## Tytuły według zespołów
| National Basketball League / British Basketball League |        |                                                                                 |
| Zespół                                                 | Tytuły | Mistrzowskie lata                                                               |
| Newcastle Eagles                                       | 6      | 2004-05, 2005-06, 2006-07, 2008-09, 2011-12, 2014-15                            |
| Guildford Kings                                        | 4      | 1988-89 (jako Glasgow Rangers), 1989-90, 1990-91, 1991-92 (jako Kingston Kings) |
| Brighton Bears                                         | 3      | 1992-93, 1993-94, 1994-95 (jako Worthing Bears)                                 |
| Leicester Riders                                       | 2      | 2000-01, 2012-13                                                                |
| Birmingham Bullets                                     | 2      | 1995-96, 1997-98                                                                |
| London Towers                                          | 2      | 1996-97, 1998-99                                                                |
| Mersey Tigers                                          | 2      | 2009-10 (jako Everton Tigers), 2010-11                                          |
| Murray Livingston                                      | 1      | 1987-88                                                                         |
| Manchester Giants                                      | 1      | 1999-00                                                                         |
| Cheshire Phoenix                                       | 1      | 2001-02 (jako Chester Jets)                                                     |
| Glasgow Rocks                                          | 1      | 2002-03 (jako Scottish Rocks)                                                   |
| Sheffield Sharks                                       | 1      | 2003-04                                                                         |
| Surrey Scorchers                                       | 1      | 2007-08 (jako Guildford Heat)                                                   |
| Worcester Wolves                                       | 1      | 2013-14                                                                         |

## Lokalizacje i hale zespołów
| Bristol Flyers             | Cheshire Phoenix    | Glasgow Rocks      | Leeds Force                | Leicester Riders          | London Lions     |
| -------------------------- | ------------------- | ------------------ | -------------------------- | ------------------------- | ---------------- |
| WISE Arena                 | Cheshire Oaks Arena | Emirates Arena     | Carnegie Sports Arena      | Leicester Community Arena | Copper Box Arena |
| Pojemność: 750             | Pojemność: 1,400    | Pojemność: 6500    | Pojemność: 500             | Pojemność: 2500           | Pojemność: 7000  |
|                            |                     |                    |                            |                           |                  |
| Manchester Giants          | Newcastle Eagles    | Plymouth Raiders   | Sheffield Sharks           | Surrey Scorchers          | Worcester Wolves |
| Trafford Powerleague Arena | Sport Central       | Plymouth Pavilions | English Institute of Sport | Surrey Sports Park        | Worcester Arena  |
| Pojemność: 1100            | Pojemność: 3000     | Pojemność: 1500    | Pojemność: 1200            | Pojemność: 1100           | Pojemność: 2000  |
|                            |                     |                    |                            |                           |                  |

## Statystyczni liderzy wszech czasów
Pogrubienie oznacza aktywnych zawodników BBL.

Stan na 20 września 2012
| M. | Zawodnik          | Gry | Pkt. |
| -- | ----------------- | --- | ---- |
| 1  | Peter Scantlebury | 540 | 8324 |
| 2  | Nigel Lloyd       | 402 | 7838 |
| 3  | Billy Singleton   | 454 | 6950 |
| 4  | Mike New          | 431 | 6000 |
| 5  | Yorick Williams   | 448 | 5997 |
| 6  | Tony Windless     | 404 | 5948 |
| 7  | Robert Youngblood | 494 | 5943 |
| 8  | Russ Saunders     | 241 | 5855 |
| 9  | Tony Dorsey       | 273 | 5826 |
| 10 | Tony Holley       | 398 | 5703 |

| M. | Zawodnik          | Gry | Zb.  |
| -- | ----------------- | --- | ---- |
| 1  | Tony Holley       | 398 | 3985 |
| 2  | Billy Singleton   | 454 | 3460 |
| 3  | Mike New          | 431 | 3369 |
| 4  | Robert Youngblood | 494 | 3088 |
| 5  | Jason Siemon      | 353 | 3057 |
| 6  | Peter Scantlebury | 540 | 3004 |
| 7  | Fab Flournoy      | 498 | 2910 |
| 8  | Martin Henlan     | 336 | 2809 |
| 9  | Shawn Myers       | 305 | 2674 |
| 10 | Tony Windless     | 404 | 2577 |

| M. | Zawodnik          | Gry | Ast.  |
| -- | ----------------- | --- | ----- |
| 1  | Nigel Lloyd       | 402 | 1909  |
| 2  | Russ Saunders     | 241 | 1665  |
| 3  | Fab Flournoy      | 498 | 1646  |
| 4  | T.J. Walker       | 241 | 1541  |
| 5  | Robert Yanders    | 286 | 1505  |
| 6  | Ronnie Baker      | 539 | 1469  |
| 7  | Karl Brown        | 392 | 1293  |
| 8  | Alton Byrd        | 152 | 1,188 |
| 9  | Peter Scantlebury | 540 | 1046  |
| 10 | Danny Lewis       | 211 | 1017  |

| M. | Zawodnik          | Gry | Przech. |
| -- | ----------------- | --- | ------- |
| 1  | Fab Flournoy      | 498 | 764     |
| 2  | Nigel Lloyd       | 402 | 722     |
| 3  | Russ Saunders     | 241 | 686     |
| 4  | Billy Singleton   | 454 | 685     |
| 5  | Peter Scantlebury | 540 | 675     |
| 6  | John Tresvant     | 276 | 604     |
| 7  | Jason Siemon      | 353 | 595     |
| 8  | Ronnie Baker      | 539 | 575     |
| 9  | T.J. Walker       | 241 | 566     |
| 10 | Steve Nelson      | 369 | 553     |

## Nagrody
| Sezon   | Zawodnik             | Zespół                          |
| ------- | -------------------- | ------------------------------- |
| 2018–19 | Justin Robinson (2)  | London Lions                    |
| 2017–18 | Justin Robinson      | London Lions                    |
| 2016–17 | Rahmon Fletcher (2)  | Newcastle Eagles                |
| 2015–16 | Rahmon Fletcher      | Newcastle Eagles                |
| 2014–15 | Charles Smith        | Newcastle Eagles                |
| 2013–14 | Zaire Taylor         | Worcester Wolves                |
| 2012–13 | Andrew Sullivan (2)  | Leicester Riders                |
| 2011–12 | Joe Chapman          | Newcastle Eagles                |
| 2010–11 | Jeremy Bell          | Cheshire Jets                   |
| 2009–10 | Mike Cook            | Sheffield Sharks                |
| 2008–09 | Trey Moore (2)       | Newcastle Eagles                |
| 2007–08 | Lynard Stewart       | Newcastle Eagles                |
| 2006–07 | Jeff Bonds Brian Dux | Sheffield Sharks Guildford Heat |
| 2005–06 | Andrew Sullivan      | Newcastle Eagles                |
| 2004–05 | Trey Moore           | Chester Jets                    |
| 2003–04 | Jerry Williams       | Scottish Rocks                  |
| 2002–03 | Kenny Gregory        | Chester Jets                    |
| 2001–02 | John Thomas          | Chester Jets                    |
| 2000–01 | Loren Meyer          | Chester Jets                    |
| 1999–00 | Tony Dorsey (2)      | Manchester Giants               |
| 1998–99 | Terrell Myers        | Sheffield Sharks                |
| 1997–98 | Eric Burks           | Greater London Leopards         |
| 1996–97 | John White           | Leopards                        |
| 1995–96 | Tony Dorsey          | Birmingham Bullets              |
| 1994–95 | Roger Huggins        | Sheffield Sharks                |
| 1993–94 | Nigel Lloyd          | Thames Valley Tigers            |
| 1992–93 | Colin Irish          | Worthing Bears                  |
| 1991–92 | Alton Byrd (2)       | Kingston Kings                  |
| 1990–91 | Alton Byrd           | Kingston Kings                  |
| 1989–90 | Clyde Vaughan        | Sunderland Saints               |
| 1988–89 | Alan Cunningham      | Glasgow Rangers                 |
| 1987–88 | Daryl Thomas         | Hemel Royals                    |

| Sezon   | Trener                | Zespół                  |
| ------- | --------------------- | ----------------------- |
| 2014–15 | Andreas Kapoulas      | Bristol Flyers          |
| 2013–14 | Rob Paternostro (3)   | Leicester Riders        |
| 2012–13 | Rob Paternostro (2)   | Leicester Riders        |
| 2011–12 | Fabulous Flournoy (4) | Newcastle Eagles        |
| 2010–11 | Tony Garbelotto       | Mersey Tigers           |
| 2009–10 | Fabulous Flournoy (3) | Newcastle Eagles        |
| 2008–09 | Rob Paternostro       | Leicester Riders        |
| 2007–08 | Vince Macaulay        | Milton Keynes Lions     |
| 2006–07 | Paul James            | Guildford Heat          |
| 2005–06 | Fabulous Flournoy (2) | Newcastle Eagles        |
| 2004–05 | Fabulous Flournoy     | Newcastle Eagles        |
| 2003–04 | Nick Nurse (2)        | Brighton Bears          |
| 2002–03 | Chris Finch (2)       | Sheffield Sharks        |
| 2001–02 | Robbie Peers (2)      | Chester Jets            |
| 2000–01 | Robbie Peers          | Chester Jets            |
| 1999–00 | Nick Nurse            | Manchester Giants       |
| 1998–99 | Chris FInch           | Sheffield Sharks        |
| 1997–98 | Billy Mims            | Greater London Leopards |
| 1996–97 | Mike Burton           | Chester Jets            |
| 1995–96 | Kevin Cadle (5)       | London Towers           |
| 1994–95 | Jim Brandon           | Sheffield Sharks        |
| 1993–94 | Mick Bett (2)         | Thames Valley Tigers    |
| 1992–93 | Mick Bett             | Thames Valley Tigers    |
| 1991–92 | Kevin Cadle (4)       | Kingston Kings          |
| 1990–91 | Kevin Cadle (3)       | Kingston Kings          |
| 1989–90 | Kevin Cadle (2)       | Kingston Kings          |
| 1988–89 | Kevin Cadle           | Glasgow Rangers         |
| 1987–88 | Gary Johnson          | Calderdale Explorers    |